# Георг Філіпп Телеман
Георг-Філіп Телеман (нім. Georg Philipp Telemann; 14 березня 1681, Магдебург — 25 червня 1767, Гамбург) — німецький композитор епохи бароко, органіст, капельмейстер. Використовував анаграматичний псевдонім Меланте.

## Біографія
Народився в Магдебурзі 14 березня 1681 році, в родині проповідника;
у три роки втратив батька; навчався музики в міській латинській школі, пізніше брав уроки теорії музики у К. Кальвера.

## Творчість
Працював у всіх дійсних у той час музичних жанрах; вільно володів технікою поліфонічного письма, але в прагненні більшої доступності прийшов до нового для того часу гомофонного письма; його музика вбирала в себе досягнення різних національних шкіл, зокрема французької та польської.
Перу Телемана належать 44 цикли пасіонів (твори на Страсті Господні), з яких відомі 23, більше 20 річних циклів духовних кантат, 52 церковні служби і безліч ораторій. Він є автором 44 опер різних жанрів, у тому числі комічних (збереглися лише 7), 700 арій, близько 600 оркестрових сюїт (увертюр), з яких збереглися 126, а також близько 170 концертів для різних сольних інструментів, квартетів та інших ансамблів, у тому числі тріо-сонат, 36 фантазій для клавіра, фуг для клавіра і органа та інших творів. До багатьох своїх опер і кантат Телеман сам писав текст.